# Virgin Islands Army National Guard
La Virgin Islands Army National Guard è una componente della Riserva militare della  National Guard, inquadrata sotto la U.S. National Guard. Il suo quartier generale è situato presso la città di Saint Croix.

## Organizzazione
Attualmente, al 2024, sono attivi i seguenti reparti :

### Joint Forces Headquarters
- JFHQ, Army Element
- Medical Detachment
- Recruiting & Retention Battalion
- 23rd Civil Support Team (WMD)
- 1947th Contingency Contracting Team
- 786th Combat Sustainment Support Battalion
  -  Headquarters & Headquarters Company - Estate Bethelhem
  -  610th Quartermaster Company (-) (Water Purification)
  - 631st Engineer Platoon (Equipment Support)
  - 73rd Army Band

### 104th Troop Command
- Special Troops Battalion
  -  Headquarters and Headquarters Company
  -  661st Military Police Company (Law & Order)
  - 51st Public Affairs Detachment
  - Detachment 1, 1st Battalion, 114th Aviation Regiment (Security & Support) - Equipaggiata con 2 UH-72A